# Marc Fosset
Marc Fosset, né le 17 mai 1949 à Paris et mort le 31 octobre 2020 à Verrières-le-Buisson,, est un guitariste de jazz français.

## Vie et carrière
Marc Fosset apprend à jouer de la guitare à 6 cordes de la main gauche après avoir vu Yves Montand et son guitariste Didi Duprat, lui-même gaucher. Il est influencé par le style de Django Reinhardt. Avec Michel de Villers, il commence à se produire au club parisien Aux Trois Mailletz. Il rejoint le groupe Magma et accompagne René Urtreger et Claude Guilhot.
En 1976, il fonde un trio avec Franco Manzecchi et Patrice Galas et, en 1977, un duo avec Patrice Caratini. Dans les années 1980 et 1990, il tourne avec Stéphane Grappelli.
D'après le générique de Milou en mai, les musiciens rassemblés autour de Stéphane Grappelli en 1989 sont Marc Fosset, Maurice Vander, Martin Taylor, Jack Sewing, Pierre Gossez et Marcel Azzola. Ils enregistrent la bande originale du film au studio de la Grande Armée.
Marc Fosset joue également en duo avec Jean-Michel Cazorla, et en trio avec Laurent et Philippe Briand. Ses tournées internationales lui permettent de maintenir une discographie importante.
Après des années de combat contre la maladie de Parkinson, Marc Fosset s'éteint le 31 octobre 2020.